# チャールズ・ジャーヴァス

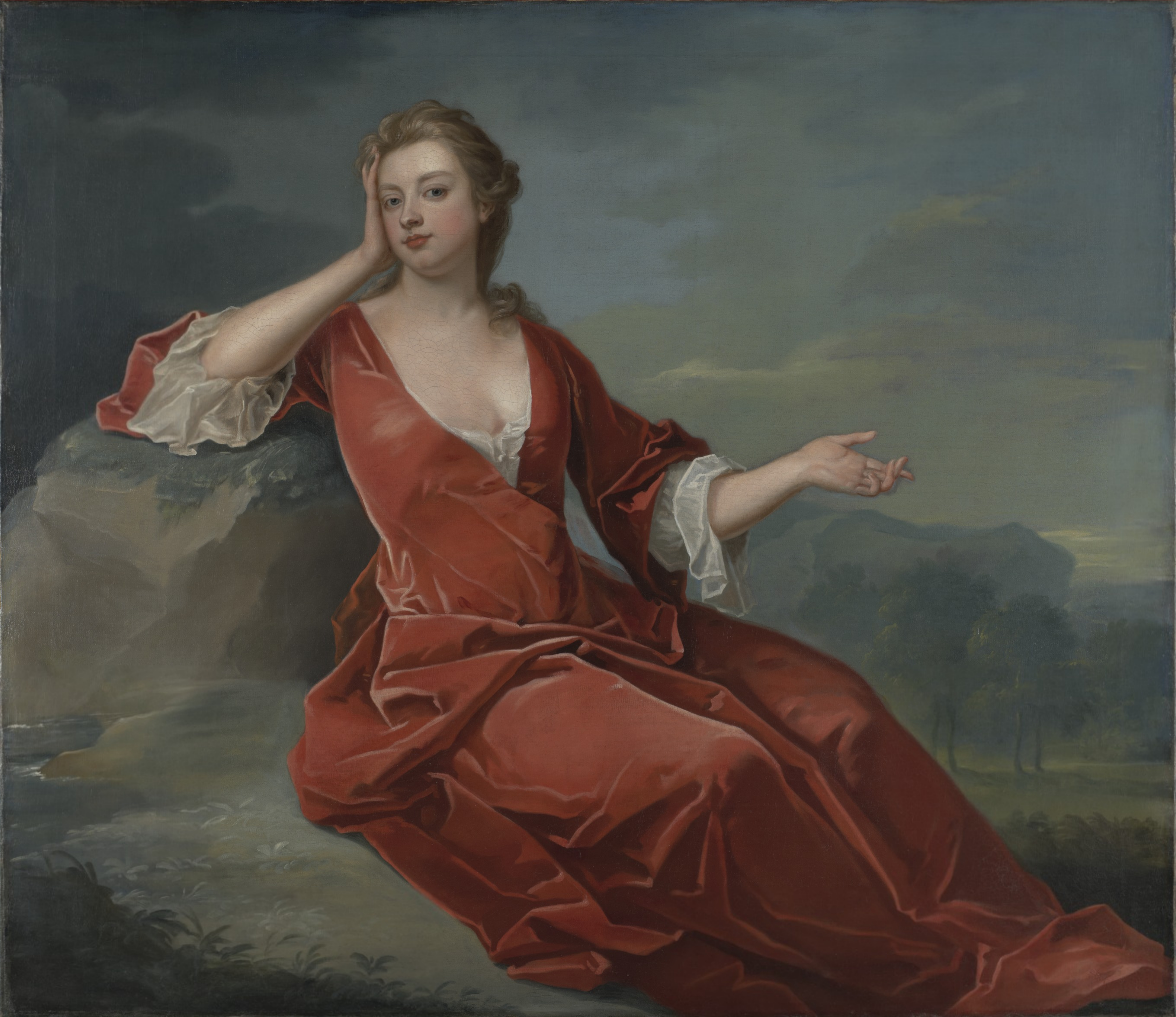
ジャーヴァス作「マールバラ公爵夫人サラの肖像画

チャールズ・ジャーヴァス（Charles Jervas、姓は Jarvisとも、1675年ころ – 1739年11月2日）はアイルランド生まれの画家、美術品収集家である。ミゲル・デ・セルバンテスの小説、『ドン・キホーテ』の英語訳を行ったことでも知られる。

## 生涯
アイルランド中部のオファリーに地主の息子に生まれた。母親は有力な役人の娘だった。ダブリンで育ち、幼い頃から絵の才能を示したので父親は、ジャーヴァスをロンドンに送り、宮廷画家のゴドフリー・ネラーのもとで修業させた。
1698年頃、収集家のジョージ・クラークのために『ラファエロのカルトン』の何点かを模写をして収入を得た後、家族の支援を受けて、翌年パリとローマに修業に出た。10年ほどの修業の後1709年にロンドンに戻った。
文学者のジョゼフ・アディソンやジョナサン・スウィフト、アレキサンダー・ポープや政治家のロバート・ウォルポールなど当時の有力な人物の肖像画を描き、有名な画家になった。1723年に主席宮廷画家を務めていたゴドフリー・ネラーが亡くなると、後任として、国王ジョージ1世の宮廷画家に任じられた。ジョージ2世の王妃、キャロラインの肖像画などが知られている。
1727年に資産家の未亡人と結婚した。
1738年に王の命令で、イタリアに戻り、イタリアの巨匠たちの絵画を購入した。イタリアから戻ってほどなく病没した後、親族によって美術品のコレクションの競売が9日間に渡って行われた。
ジャーヴァスによる『ドン・キホーテ』の英訳本は没後の1742年に出版された。出版社のミスで著者名が「Charles Jarvis」とされたことで「ジャービス版ドン・キホーテ」と呼ばれる。トーマス・シェルトンによる翻訳よりも正確な訳だとされ、19世紀まで何度か再刊された.。

## 作品

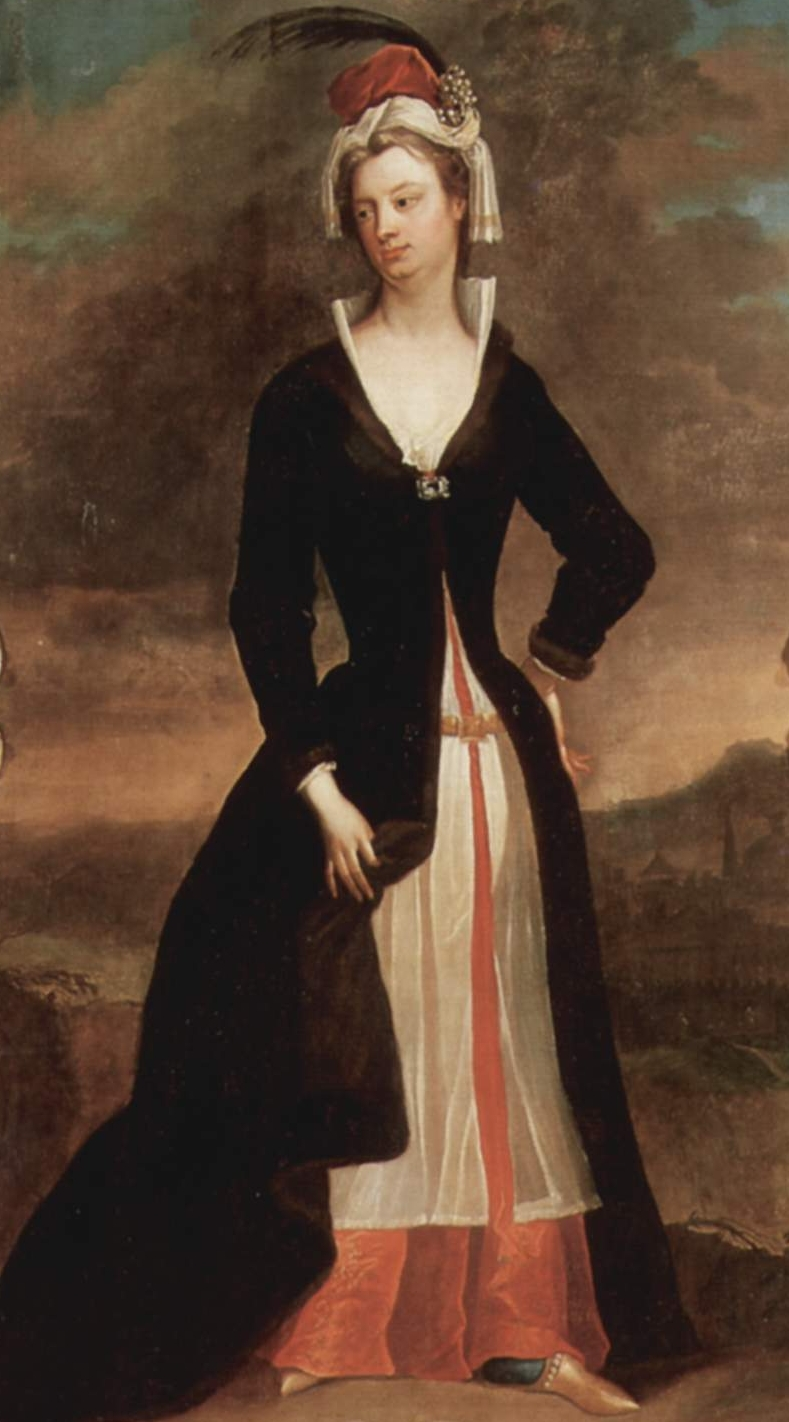
メアリー・ウォートリー・モンタギュー
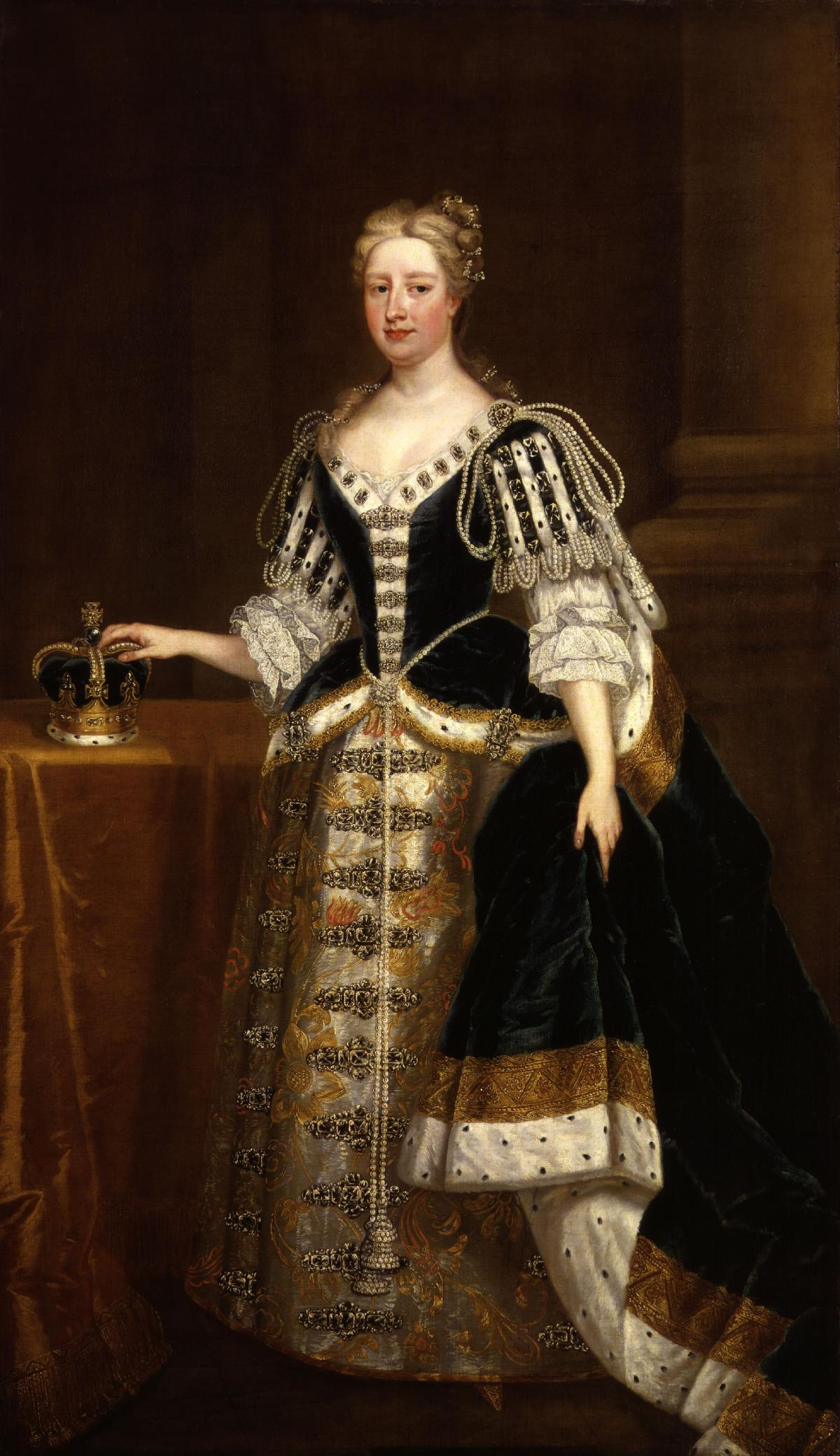
王妃キャロライン
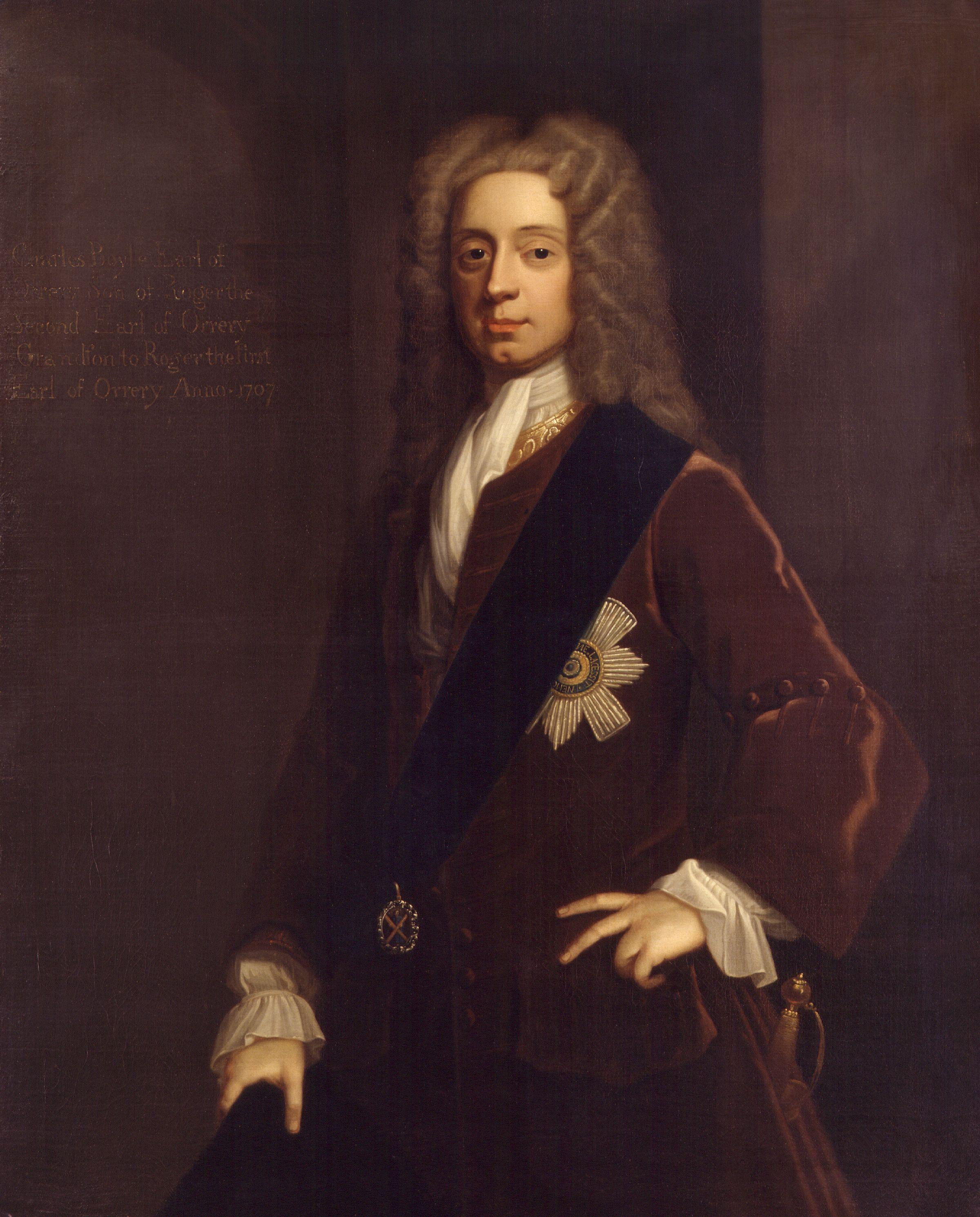
チャールズ・ボイル (第4代オーラリー伯爵)
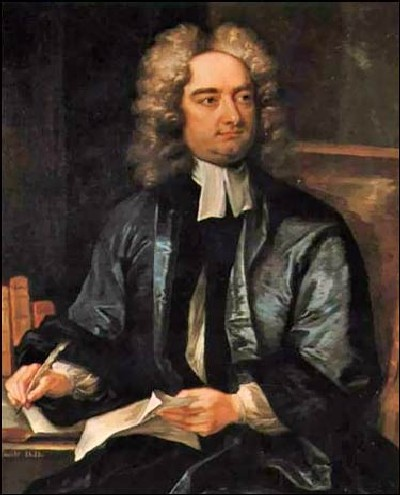
ジョナサン・スウィフト